# Janina Kuzma
Janina Kuzma (17 settembre 1985) è una sciatrice freestyle neozelandese.

## Biografia
In Coppa del Mondo ha esordito il 22 agosto 2012 a Cardrona (4ª) e ha ottenuto la prima vittoria, nonché primo podio, il 5 dicembre 2014 a Copper Mountain.
In carriera ha partecipato a un'edizione dei Giochi olimpici invernali, Soči 2014 (5ª nell'halfpipe), e una dei Campionati mondiali (10ª nell'halfpipe a Oslo-Tryvann 2013).

## Palmarès

### Coppa del Mondo
- Miglior piazzamento in classifica generale: 14ª nel 2015.
- 4 podi:
  - 1 vittoria;
  - 1 secondo posto;
  - 2 terzi posti.

#### Coppa del Mondo - vittorie
| Data            | Luogo           | Paese       | Disciplina |
| --------------- | --------------- | ----------- | ---------- |
| 5 dicembre 2014 | Copper Mountain | Stati Uniti | HP         |

Legenda:

HP = halfpipe